# St. Charles (Michigan)
St. Charles – wieś w Stanach Zjednoczonych, w stanie Michigan, w hrabstwie Saginaw.